# ویژوال بیسیک برای برنامه‌ها

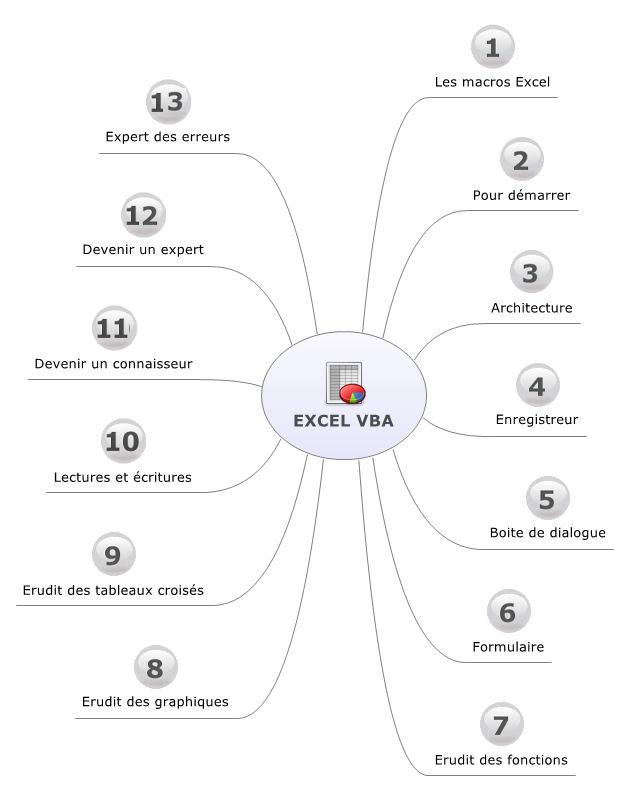
ویژوال بیسیک برای برنامه‌ها

ویژوال بیسیک برای برنامه‌ها (انگلیسی: Visual Basic for Applications) یک پیاده‌سازی برنامه‌نویسی رویدادمحور مایکروسافت زبان ویژوال بیسیک ۶ است که در سال ۲۰۰۸، خود و محیط یکپارچه توسعه نرم‌افزار آن به صورت میراثی معرفی شد. اگرچه ورژن‌های ویژوال بیسیک قبل از دات‌نت دیگر توسط مایکروسافت حمایت یا به‌روزرسانی نمی‌شوند، اما زبان برنامه‌نویسی VBA در سال ۲۰۱۰ با ارائهٔ ورژن ۷ در برنامه‌های مایکروسافت آفیس به‌روزرسانی شد.